# Принц Смотльо
„Принц Смотльо“ (на английски: Geek Charming) е американски комедиен филм от 2011 г. и оригинален филм на Дисни Ченъл. Режисьор е Джефри Хорнадей, сценарият е на Елизабет Хакет и Хилари Галаной, и е базиран на едноименния роман, написан от Робин Палмър. Във филма участват Сара Хайланд, Мат Прокоп, Саша Питърс, Джордан Джедедая Никълс, Ванеса Морган и Лили Симънс. Премиерата на филма е излъчена на 11 ноември 2011 г. по Disney Channel, на 27 януари 2012 г. във Великобритания и Ирландия, и на 28 януари 2012 г. в Азия.

## В България
В България филмът е излъчен на 12 февруари 2012 г. по локалната версия на Дисни Ченъл с нахсинхронен дублаж на български език, записан в студио „Александра Аудио“. Екипът се състои от:
| Изпълнителен продуцент | Васил Новаков                                                                                           |
| Преводач               | Милена Васкова                                                                                          |
| Озвучаващи артисти     | Надя Полякова Мими Йорданова Ивет Лазарова Мариета Петрова Христо Димитров Момчил Степанов Христо Бонин |
| Тонрежисьор            | Пламен Чернев                                                                                           |
| Режисьор на дублажа    | Георги Стоянов                                                                                          |